# Tupan 300

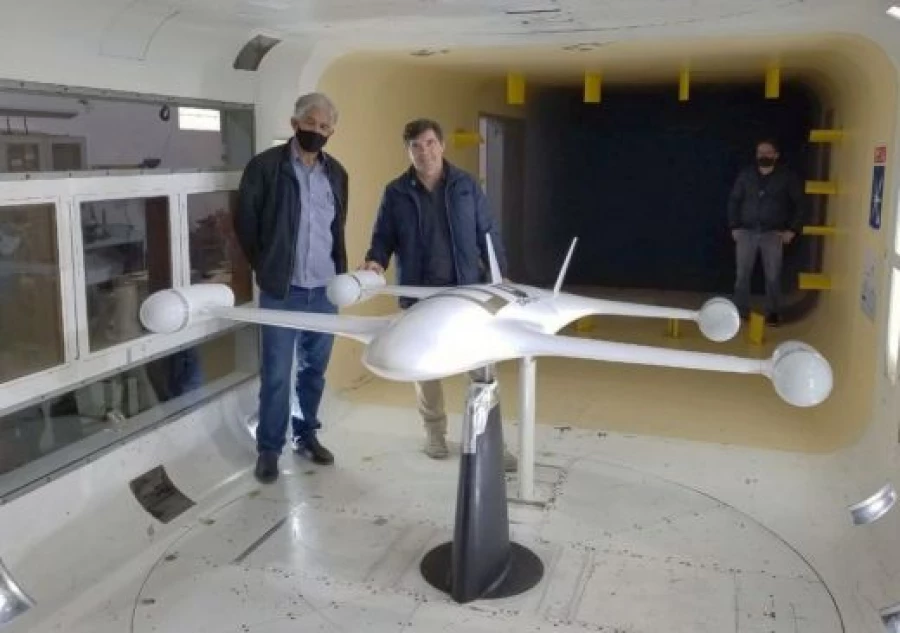
Tupan 300 em túnel de vento TA-2

O Tupan 300 é um futuro veículo aéreo não tripulado de reconhecimento, vigilância, inteligência que esta sendo desenvolvido pela Siatt em parceria com a Turbomachine para as forças armadas brasileiras.

## Desenvolvimento
No dia 23 de dezembro de 2020 a Siatt e a Turbomachine anunciaram que iriam desenvolver um vant para as forças armadas do brasil, segundo a Siatt o tupan 300 será uma família de drones de diferentes tipos e tamanhos que vão desde reconhecimento, vigilância, inteligência a lançamento de misseis e bombas.
será equipado com propulsores elétricos (ducted-fan) ou jato (turbofan) de configuração basculante VTOL, ou seja, pouso e decolagem na vertical.
De acordo com as normas da Agencia Nacional de Aviação Civil (ANAC), o drone Tupan 300 é da Classe 2, até 150 kg de peso de decolagem, enquanto os maiores, da Classe 1, terão versões de 500 kg (Tupan 1.000), 1.000 kg (Tupan 2000) e 1.600 kg (Tupan 3000), com performances de 300 km/hora com motor E-Ducted-Fan e 500 km/hora com motor jato TJ200, no caso do Tupan 300.

## Especificações
| Especificações | Especificações | Especificações |
| -------------- | -------------- | -------------- |
| Velocidade     | 300 km/h       | 500 km/h       |
| Autonomia      | 160 km         | 300 km         |
| Carga Útil     | 30 kg          | 40 kg          |
| Comprimento    | 3 metros       |                |
| Envergadura    | 3,2 metros     |                |
| Peso           | 150 kg         |                |

*Dependendo do tipo do motor o drone podera chegar a ate 1000 km//h